# HD35379
HD35379 є хімічно пекулярною зорею спектрального класу
B9 й має видиму зоряну величину в смузі V приблизно  8,4.

## Пекулярний хімічний вміст
Зоряна атмосфера HD35379 має підвищений вміст 
Si
.